# Williams Electronics Games
Pour les articles homonymes, voir Williams.
Williams Electronics Games (plus simplement appelée Williams) est une entreprise américaine spécialisée dans la fabrication de flipper et jeu vidéo d'arcade. À l'origine, Harry E. Williams fonde Williams Manufacturing Company en 1943, basée à Chicago, dans l'Illinois. Depuis sa création et malgré tous ses changements de noms, l'entreprise est principalement connue et communique sous l’appellation simple Williams. En 1958, la compagnie est devenue Williams Electronics Manufacturing Company, puis est achetée par Seeburg en 1964 et devient filiale de ce groupe. En 1974, l'entreprise est rebaptisée Williams Electronics, Inc. En 1980, Williams Electronics devient société mère à la suite de la faillite de sa holding. Williams Electronics passe le krach du jeu vidéo de 1983, puis l'entreprise est renommée Williams Electronics Games en 1985. Depuis 1987, une holding nommée WMS Industries gère l'entreprise jusqu’à sa disparition. En 1988, l'entreprise rachète Bally Midway Manufacturing Company renommé Midway Games en 1996 pour rentrer dans le secteur du « jeu vidéo de salon ». En 1998, une scission est opérée quand la holding revend ses part de Midway Games qui devient indépendant. En 1999, la production de flipper est stoppée. WMS Industries centre ses activités sur les machines à sous et les machines de loterie vidéo. L'entreprise « Williams » a connu une longue et fructueuse histoire sur le marché du flipper, qui a fait de la compagnie l'un des trois principaux acteurs du marché avec Gottlieb et Bally.

## Historique

### 1943-1958: Williams Manufacturing Company

Logo de Williams Manufacturing Company

En 1943, Harry E. Williams fonde Williams Manufacturing Company au 161 West Huron Street à Chicago dans Illinois. Les cinq premiers jeux étaient une machine de divination appelé Superscope, un autre jeu électromécanique appelé Periscope, une machine attrape-peluche appelée Zingo, et deux conversions de flipper, Flat-Top et Laura. Ces flippers furent de simples conversions, rachat de flippers anciens fabriqués par d'autres entreprises avec changement d'artworks et d'autres éléments sur le plateau. Le manque de matières premières pendant la Seconde Guerre mondiale a rendu la fabrication de nouvelles machines difficiles et coûteuse.
Un ingénieur diplômé de Stanford, Harry Williams invente en 1935 le mécanisme de flippers, le « tilt » afin de mettre fin aux pratiques de joueurs qui trichent en inclinant la machine pour conserver la balle plus longtemps. La première production originale de Williams dans le domaine du divertissement était un flipper primitif appelé Suspense en 1946. En 1947, Sam Stern (futur fondateur de Stern Electronics) réussit à convaincre Harry E. Williams de son talent dans les affaires, et de s’associer avec lui, lors d'une visite de son usine. Sam Stern rachète la moitié des parts de l'entreprise Williams Manufacturing Company, il en occupe la présidence durant plusieurs années,. À la fin des années 1940 et au début des années 1950, Williams continue à fabriquer des flippers et les occasionnels jeu de balle et de batte. En 1950, Williams produit Lucky Inning, son premier flipper à avoir ses flippers inférieurs tournées vers l'intérieur.

### 1958-1974: Williams Electronic Manufacturing Company

Logo de Williams Electronic Manufacturing Company

Fin 1958, Williams Manufacturing Company devient Williams Electronic Manufacturing Company. Harry Williams prend sa retraite en 1959 en Californie et Sam Stern reprend la direction de Williams Electronic Manufacturing Company.
En 1962, 3 Coin devient le premier flipper à dépasser les 1000 unités vendues. Un an plus tard, Skill Pool est vendu à 2250 unités. En 1964 Williams Electronic Manufacturing Company est racheté par Seeburg Corporation et devient filiale du groupe,. En août 1964, Williams Electronic Manufacturing Company rachète les actifs d'exploitation de United Manufacturing Co., également un fabricant de jeux de divertissement. Sam Stern reste président de Williams Electronic Manufacturing Company. Le flipper A-Go-Go, avec son thème d'avant-garde des années 1960, est vendu à 5100 unités en 1966. Vers la fin 1964, Williams Electronics achète United Manufacturing (dirigé par Lyn Durant) qui fabrique des jeux de divertissements avec monnayeurs, pour 1,2 million de dollars américains ; Sam Stern reste président de la division Williams.
Les flippers Williams de l'époque incluaient souvent des fonctionnalités innovantes et premières. Aux alentours de 1967, le flipper était en plein « âge d'or », et le nombre de flippers vendus a commencé à augmenter de façon spectaculaire. Les flippers Williams les plus populaires étaient  Shangri-La (1967), Apollo (1967), Beat Time (1967), Smart Set (1969), Gold Rush (1971), et Space Mission (1976).
En 1968, Seeburg est revendu à Commonwealth United et Louis Nicastro en devient président. Quelques années plus tard, Commonwealth United rentre dans de très grosses difficultés financières. Nicastro, qui avait rejoint le conseil d'administration de Commonwealth United devient président et chef de la direction de Commonwealth United en 1970. Nicastro sépare Seeburg de la maison mère et fonde Seeburg Industries en décembre 1972 ; Williams Electronics est toujours filiale du groupe.
À la suite du rachat de Midway Manufacturing Company, Bally Manufacturing engage Samuel Stern, président exécutif de Williams Electronic Manufacturing Company qui quitte ses fonctions au sein du groupe.

### 1974-1985: Williams Electronics, Inc.

Logo de Williams Electronics, Inc.

Williams Electronic Manufacturing Company était l'un des piliers de l'industrie des jeux d'arcade. À la suite du succès d'Atari avec Pong en 1973, l'entreprise décide d'entrer dans le secteur naissant du jeu vidéo d'arcade avec monnayeur. Son premier jeu vidéo d'arcade est Paddle-Ball, un clone de Pong qui fonctionne sur le système d'arcade Discrete Logic (Midway Games). En 1974, Williams Electronics, Inc est créé et remplace Williams Electronic Manufacturing Company.
À cette époque, Williams Electronics rentre dans le marché de flipper électronique, équipés de contacteurs statiques électroniques et vient à dominer l'industrie du flipper. Les premiers flippers électroniques produits en 1976, Aztec et Grand Prix, sont des prototypes basés sur des modèles électromécaniques. Williams continue à produire de nouveaux flippers électromécaniques jusqu'en octobre 1977 et la sortie de Wild Card. À partir de novembre 1977, Williams publie uniquement des flippers électroniques. La première production Hot Tip en 1977 se vent à 4,903 unités avec que la version électromécanique précédemment commercialisées en juin n'avait été vendues qu'à 1300 exemplaires. Jusqu'à la fin des années 1980, Williams Electronics conçoit de nombreux flippers novateurs, tels que Gorgar (1979, le premier flipper avec une voix de synthèse), Firepower (1980), Black Knight (1980), Space Shuttle (1984), Comet (1985 ), Pin-Bot (1986), F-14 Tomcat (1987) et Cyclone (1988).
En 1979, Seeburg Industries fait faillite, malgré les bons résultats de Williams Electronics. Louis Nicastro sépare Williams Electronics de la maison mère en 1980, et avec son fils Neil, prend l'entreprise en main pendant plus de deux décennies. À partir de 1980, Williams Electronics crée ses propres systèmes d'arcade pour accueillir des succès comme Defender, créé par Eugene Jarvis et Larry DeMar, devient un énorme succès avec environ 60 000 unités écoulées, Stargate, Robotron: 2084 ou Joust.
Bien que le commerce de jeu vidéo d'arcade nuit aux ventes de flipper chez la plupart des fabricants, les ventes de flipper de Williams Electronics augmentent jusqu'à 80 millions de dollars en 1981, ce qui lui donne pour la première fois la place de leader de l'industrie du flipper.  Mais le plus important pour Williams Electronics est son entrée dans le monde du jeu d'arcade avec defender, un succès important avec 50 000 bornes d'arcade vendues. Les revenus de Williams Electronics on augmentés jusqu'à 150 millions de dollars en 1981, dont quelque 110 millions de dollars uniquement de la vente de Defender. Pour répondre cet engouement pour les jeux vidéo, Williams Electronics se centre sur les jeux vidéo et réduit un peu son volume de production de flippers pour arriver jusqu'à 2 300 productions en 1983 (sans pour autant influer sur leur place parmi les meilleurs producteurs de flippers).

### 1985-1999: Williams Electronics Games, Inc.

Logo de Williams Electronics Games

En 1983, l'industrie du divertissement d'arcade connait une baisse importante. Malgré le krach du jeu vidéo de 1983, Williams Electronics réussi mieux que la plupart de ses concurrents à surmonter les mauvaises conditions économiques. En 1985, Williams Electronics change de nouveau de dénomination, et adopte cette fois ci Williams Electronics Games, Inc.. Williams Electronics Games est une société cotée en bourse à partir de 1987, et le nom de la société mère est devenue WMS Industries, Inc., négociant au New York Stock Exchange sous le sigle WMS (WMS sont des lettres issues de WilliaMS).

Logo de Williams Telephone Company

En 1984, le jeu d'arcade avec laserdisc appelé Star Rider est lancé pour rivaliser avec Dragon's Lair, mais lancé en pleine période des effets du Krach du jeu vidéo de 1983, Star Rider est un échec retentissant. Williams Electronics Games décide de recycler les équipes et les locaux qui ont servi au jeu pour créer des téléphones publics payants, avec monnayeurs. En novembre 1985, l'entreprise annonce publiquement l'arrivée du Wiltelco 5000 sur le marché au 1er mars 1986. Le 1er avril 1986, la filiale Williams Telephone Co., Inc. est fondée et commercialise le Wiltelco 5000. Le matériel est également recyclé puisque les téléphones utilisent des pièces et systèmes de flippers ; le fonctionnement est également fortement inspirés des techniques utilisées pour les flippers. La filiale est rapidement fermée en 1987, alors que le Wiltelco 6000 est créé ; il possède en plus un lecteur de carte de crédit pour le paiement par carte. Le téléphone a été diffusé pour la phase de test mais n'a pas été produit.
En 1988, WMS Industries achète Bally Midway Manufacturing Company pour huit millions de dollars américains, qui est le résultat d'une fusion de 1981 entre la division de flipper de Bally Manufacturing et la société de jeu vidéo de Bally Midway Manufacturing Company. Depuis ce temps-là, la société est connu dans l'industrie vidéoludique sous l'appellation Williams Bally Midway. WMS Industries a continué à vendre des flippers (sous les marques Williams et Bally jusqu'en 1999), tandis que Midway se concentre sur les jeux vidéo (mettant ainsi fin à la marque Williams dans les jeux vidéo en 1991). WMS Industries a créé une nouvelle division en 1991, Williams Gaming (renommé plus-tard WMS Gaming), pour entrer dans le marché du jeu et de la loterie vidéo (en), et lancer le développement de ses premiers appareils de loterie vidéo en 1992.
En 1991, Bally Midway Manufacturing Company absorbe Williams Electronics Games et se concentre sur les jeux vidéo de salon (mettant ainsi fin à la marque Williams dans les jeux vidéo d'arcade en 1991). L’entreprise commence à produire et commercialiser des jeux d'arcade sous l'appellation « Midway », sans la marque Bally. Bally Midway Manufacturing Company continue à vendre des flippers sous les marques « Williams » et « Bally » jusqu'en 1999, ainsi qu'à produire des jeux d'arcade sous la marque Bally Midway.
En 1992, WMS Industries produit le flipper Addams Family basé sur le film La Famille Addams de 1991. Addams Family est vendu à 20 270 exemplaire, un record. En 1993, l'entreprise produit Twilight Zone, vendu à 15 235 unités, mais les industries du flipper et des jeux d'arcade continue à baisser. Après 1993, bien que leader du marché, WMS Industries n'est jamais parvenu à égaler les ventes de Twilight Zone et de Famille Addams.

Logo de Williams Entertainment.

En 1994, WMS Industries rachète l'entreprise Tradewest qui est renommée et intégrée en tant que filiale sous l’appellation Williams Entertainment, Inc.. Son activité est orienté vers le marché de la console de jeux vidéo de salon. En 1996, la filiale de Bally Midway Manufacturing Company est renommée Midway Games pour mieux rentrer dans le secteur du jeu vidéo de salon. Cette année-là, Williams Entertainment devient filiale de Midway Games qui la renomme Midway Home Entertainment et devient sa division de développement de jeux vidéo pour console de salon.
En 1996, WMS Industries rachète Time Warner Interactive (par le biais de la filiale Williams Interactive Inc. créée le 15 février pour le rachat), qui comprenait la filiale Atari Games, une partie de l'ancien géant de l'informatique Atari Inc., puis est intégré au groupe dans sa filiale Midway Games.
En 1996, Midway Games fait son introduction en bourse. Au même moment, WMS Industries transfère tous les droits d'auteur et les marques de ses jeux vidéo à Midway Games dont Defender, Robotron: 2084 et Joust, en échange de droits et d'actifs des flippers Bally.
En 1998, WMS Industries revend 86,8 % de sa participation restante dans Midway Games aux actionnaires, ce qui fait de Midway Games une entreprise indépendante pour la première fois depuis près de 30 ans.
Midway Games garde Atari Games en tant que filiale dans le cadre de cette scission, Williams Interactive Inc. est renommé Midway Interactive Inc. puis est intégré à Midway Games. Midway Games conserve ou partage une partie du personnel de direction de WMS Industries et utilisé des installations communes avec WMS Industries pour quelques années encore. Sur plusieurs années, Midway Games met progressivement fin à tous les contrats importants et les chevauchements de direction avec WMS Industries.
En 1999, WMS Industries a fait une dernière tentative pour relancer les ventes de flipper avec ses Pinball 2000, flippers qui intègrent un écran et des graphiques d'ordinateur. L'innovation ne paye pas, les frais de fabrication dépassent les prix que le marché pourrait supporter, et la même année, WMS Industries quitte l'industrie du flipper pour se concentrer sur le développement des machines à sous.
Depuis la restructuration du groupe, l'indépendance de Midway Games et la fermeture de la division flipper en 1999, WMS Industries est entièrement axé sur l'industrie des machines à sous.

## Bornes d'arcade
Williams et sa filiale Bally Midway Manufacturing Company a utilisé et fabriqué toutes sortes de borne d'arcade au cours de leur histoire, des bornes droites classiques, des bornes cocktail, des bornes cockpit ou des bornes dédiées. Williams a également produit des bornes d'arcade génériques appelées Omniflex et Duramold et  Midway a produit la borne générique Variflex.

## Postérité
Au cours de « l'âge d'or du flipper », Williams a été l'un des trois grands constructeurs (Bally et Gottlieb étant les deux autres). Même si Williams a diminué en popularité, Williams a dominé l'industrie flipper et l'histoire moderne du flipper. En 2005, Pinball News.com rapporte que WMS Industries a repassé des accords de licence exclusifs concernant des propriétés intellectuelles et les droits pour refabriquer d'anciens flippers mécaniques Bally Williams (flipper traditionnel et du style Pinball 2000) à l'australien Wayne Gillard et son entreprise The Pinball Factory. En 2008, Crave Entertainment publie un jeu vidéo développé par FarSight Studios appelé Pinball Hall of Fame: The Williams Collection. Il dispose des représentations virtuelles de dix tables de flipper classiques Williams des années 1970, 1980 et 1990. FarSight Studios et Crave Entertainment ont publié plus tard The Pinball Arcade, une collection de simulation de tables de flipper dont certaines sous licence Williams.
Midway Games a édité Arcade's Greatest Hits, une série de compilation vidéoludique développée par Digital Eclipse entre 1995 et 2001 sur divers supports familiaux. Elle regroupe des classiques du jeu d'arcade de la fin des années 1970 et des années 1980 des filiales du groupe WMS Industries : Williams, Midway Games et Atari.

## Liste des productions
1944-1958 - Williams Manufacturing Company
1958-1974 - Williams Electronic Manufacturing Company
1974-1985 - Williams Electronics
1985-1999 - Williams Electronics Games
1994-1986 - Williams Entertainment (filiale de Williams Electronics Games)